# Blaževac (Federacja Bośni i Hercegowiny)
Blaževac – wieś w Bośni i Hercegowinie, w Federacji Bośni i Hercegowiny, w kantonie tuzlańskim, w mieście Gradačac. W 2013 roku liczyła 5 mieszkańców, z czego większość stanowili Chorwaci.